# Bill Campbell (Pianist)
William „Bill“ Campbell (* um 1925; † nach 1978) war ein US-amerikanischer Jazzpianist.

## Leben und Wirken
Campbell nahm zwischen 1945 und 1947 in New York City mit eigenen Formationen wie Bill Campbell’s Blue Note oder Bill Campbell & His Harlem Eight eine Reihe von Titeln für die Label Apollo, Harlem und DeLuxe auf, darunter die Gesangsnummern „I'm Just a Fruity Woman“ und „It was So Good“ mit Thelma Carpenter. 1948 spielte er in der Band von Clyde Bernhardt das von ihm komponierte „Let's Have a Ball This Morning“ und begleitete Bernhardt mit seiner Band beim Jailhouse Blues. 1953 begleitete er die Doo-Wop-Sänger Emmett Hobson und Georgia Lane.
Ende der 1950er-Jahre spielte Campbell in Los Angeles bei Jerry Colonna & His Dixieland Band, The Jazzbos, 1963 bei Red Nichols (Blues & Old Time Rags). In den späten 1970er-Jahren wirkte er bei Aufnahmen von Pud Brown (Tenor for Two) und Buddy Burns’ New Orleans Creole Gumbo Zave mit. Im Bereich des Jazz war er zwischen 1945 und 1978 an 13 Aufnahmesessions beteiligt.